# Winthemia singularis
Winthemia singularis är en tvåvingeart som beskrevs av Henry J. Reinhard 1931. Winthemia singularis ingår i släktet Winthemia och familjen parasitflugor. Inga underarter finns listade i Catalogue of Life.